# FITALY
FITALY - это раскладка клавиатуры, специально оптимизированная для стилуса или сенсорного ввода. Конструкция размещает наиболее распространенные буквы ближе к центру, чтобы минимизировать расстояние, пройденное при вводе слова. Название, FITALY, получено из букв, занимающих второй ряд в макете (как QWERTY происходит из первого ряда стандартных клавиатур).
На первой из нескольких клавиатур в системе строчные буквы расположены по следующей схеме:
| z | v | c | h | w | k |
| f | i | t | a | l | y |
|   |   | n | e |   |   |
| g | d | o | r | s | b |
| q | j | u | m | p | x |

Существуют также прописные, числовые и символьные клавиатуры, и различные штрихи (а не касания) используются как для переключения регистра, так и для выбора символов. Подробности смотрите на сайте производителя (ниже).
Fitaly был изобретен и запатентован Жаном Ишбиа и коммерциализирован компанией, которую он основал, Textware Solutions.
Целью данного проекта является оптимизация ввода текста путем организации клавиш для минимизации перемещения пальцев между клавишами, что позволяет быстрее вводить данные с помощью ввода одним пальцем (по сравнению с десятью цифрами, необходимыми для эффективного ввода в макете QWERTY). По сравнению с трехрядной клавиатурой QWERTY FITALY имеет пять рядов, содержащих не более шести букв подряд (в отличие от десяти на QWERTY).
Клавиши располагаются исходя из индивидуальных частотностей букв на английском языке и вероятности переходов. Десять букв в самом центре (i, t, a, l, n, e, d, o, r и s) используются в 73% случаев при наборе текста на английском языке и с добавлением символов c, h, u и m к список, число увеличивается до 84%. Пользователь почти всегда находит следующую вероятную букву на клавише, очень близкой к ранее нажатой.
В настоящее время поддерживаются следующие платформы: Pocket PC/Windows Mobile и Microsoft Tablet PC. Была версия для Palm (КПК). Рассматривается версия для Android, но у Барри Шаффера был порт Android для DIY. Этот порт нецелесообразен для вставки текста в любом месте, кроме последнего символа документа.